# Fischbachtal
Fischbachtal település Németországban, Hessen tartományban. Lakosainak száma 2785 fő (2023. december 31.). Fischbachtal Groß-Bieberau, Modautal, Fränkisch-Crumbach és Lindenfels községekkel határos.

## Népesség
A település népességének változása:
| Lakosok száma | 2682 | 2664 | 2722 | 2759 | 2785 |
|               | 2017 | 2019 | 2021 | 2022 | 2023 |